# Werner Geise
Johann Werner Geise (auch Geiß; * in Marburg; † 3. Dezember 1658 ebenda) war ein deutscher Historiker, Philosoph und Hochschullehrer.

## Leben
Geises Herkunft und Ausbildung ist unbekannt. Er tritt 1618 als Erzieher des Prinzen Hermann von Hessen in Erscheinung. Er wurde Lehrer der lateinischen Sprache, Philosophie und Rechtswissenschaft am Collegium Adelphicum in Kassel. 1628 bekam er das Rentmeisteramt in Wanfried.
Geise erhielt 1646 einen Ruf als ordentlicher Professor der praktischen Philosophie an die Universität Kassel. In den Jahren 1651 und 1652 hatte er dort das Rektorenamt inne und 1651 vertrat er als Abgeordneter die Universität Kassel auf dem Landtag in Kassel. Als die Universitäten von Marburg und Kassel wieder zusammengeführt wurden und der Standort in Kassel geschlossen, erhielt Geise zum 16. Juni 1653 die ordentliche Professur der Geschichte und Beredsamkeit an der Universität Marburg. Am 20. Juni 1653 wurde ihm der Magistergrad in Marburg verliehen und außerdem am 27. Juni 1653 das Amt des Pädagogiarch am Pädagogium Marburg.

## Werke (Auswahl)
- Prodromus problematicus viridarii moralis, Kassel 1619.
- Idea moralis, Kassel 1624.
- Metaphysicum Amaltheum, Kassel 1651.